# Ophiorrhiza nicobarica
Ophiorrhiza nicobarica är en måreväxtart som beskrevs av Nambiyath Puthansurayil Balakrishnan. Ophiorrhiza nicobarica ingår i släktet Ophiorrhiza och familjen måreväxter.
Artens utbredningsområde är Nicobarerna. Inga underarter finns listade i Catalogue of Life.